# Earn
L'Earn è un fiume della Scozia centrale, tributario del fiume Tay.

## Storia
Il fiume Earn, data la sua posizione centrale all'interno della Scozia e la presenza di acque basse e numerosi guadi, ha mostrato la presenza di insediamenti umani lungo le sue rive fin dall'antichità. Vicino ad esso sono presenti i resti di alcuni piccoli castra romani come Alauna Veniconum, Stracathro ed altri. Nel 1332 nei pressi del fiume venne combattuta la battaglia di Dupplin Moor tra scozzesi e inglesi, risoltasi nella vittoria dei secondi.
Oggi l'Earn è molto frequentato in quanto la pesca è libera nelle sue acque e anche per la presenza di numerosi percorsi turistici e naturalistici. L'alto corso dell'Earn costituisce un'area protetta, sotto forma di area panoramica nazionale.

## Geografia
Il fiume Earn nasce come emissario del Loch Earn presso St Fillans, e prosegue verso est per più di settanta chilometri curvando leggermente a sud, non incontrando quindi sul suo cammino la città di Perth, fino ad immettersi nel fiume Tay pressò la località eponima di Bridge of Earn, poco prima del golfo del Firth of Tay e del mare del Nord.
Politicamente il fiume costituisce il confine tra le aree amministrative di Stirling e Perth e Kinross. La valle del fiume costituisce la regione dello Strathearn, sede di numerosi titoli afferenti al ducato di Strathearn.